# Attenweiler
Attenweiler är en kommun i Landkreis Biberach i det tyska förbundslandet Baden-Württemberg. Kommunen består av ortsdelarna (tyska Ortsteile) Attenweiler, Oggelsbeuren och Ruppertshofen. Folkmängden uppgår till cirka 2 000 invånare, på en yta av 27,2 kvadratkilometer.
Kommunen ingår i kommunalförbundet Biberach an der Riß tillsammans med staden Biberach an der Riß och kommunerna Eberhardzell, Hochdorf, Maselheim, Mittelbiberach, Ummendorf och Warthausen.

## Befolkningsutveckling
| Befolkningsutvecklingen i Attenweiler 1975–2015 | Befolkningsutvecklingen i Attenweiler 1975–2015 | Befolkningsutvecklingen i Attenweiler 1975–2015 | Befolkningsutvecklingen i Attenweiler 1975–2015 | Befolkningsutvecklingen i Attenweiler 1975–2015 |
| ----------------------------------------------- | ----------------------------------------------- | ----------------------------------------------- | ----------------------------------------------- | ----------------------------------------------- |
|                                                 |                                                 |                                                 |                                                 |                                                 |
| År                                              |                                                 |                                                 | Folkmängd                                       | Areal (ha)                                      |
| 1975                                            | 1975                                            |                                                 | 1 584                                           | 2 721                                           |
| 1980                                            | 1980                                            |                                                 | 1 554                                           |                                                 |
| 1985                                            | 1985                                            |                                                 | 1 502                                           |                                                 |
| 1990                                            | 1990                                            |                                                 | 1 526                                           |                                                 |
| 1995                                            | 1995                                            |                                                 | 1 522                                           |                                                 |
| 2000                                            | 2000                                            |                                                 | 1 621                                           |                                                 |
| 2005                                            | 2005                                            |                                                 | 1 734                                           | 2 720                                           |
| 2010                                            | 2010                                            |                                                 | 1 736                                           |                                                 |
| 2015                                            | 2015                                            |                                                 | 1 906                                           |                                                 |
|                                                 |                                                 |                                                 |                                                 |                                                 |